# Phare de Smith Shoal
Le phare de Smith Shoal (en anglais : Smith Shoal Light), est un phare situé à 18 km au nord-ouest de Key West, une île à l'extrémité de l'archipel des Keys appartenant au comté de Monroe en Floride.

## Histoire
Le premier phare de Smith Shoal était une tour hexagonale à claire-voie en fer forgé de 6,1 m installée en 1932. Elle était peinte en blanc.   
La tour actuelle qui la remplace est située dans la même zone à environ 8 km au nord de Northwest Passage Light (en).  La tour porte aussi un marégraphe de la NOAA.

## Description
Le phare actuel est une tour métallique triangulaire à claire-voie de 16,5 m de haut, avec une galerie carrée. Il émet, à une hauteur focale de 16,5 m, un éclat blanc par période de 6 secondes. Sa portée n'est pas connue.
Identifiant : ARLHS : USA-1056 ; USCG : 3-1200 ; Admiralty : J3064 .

### Lien connexe
- Liste des phares en Floride